# Phytomyza calceata
Phytomyza calceata este o specie de muște din genul Phytomyza, familia Agromyzidae. A fost descrisă pentru prima dată de Johann Wilhelm Meigen în anul 1838.
Este endemică în Belgium. Conform Catalogue of Life specia Phytomyza calceata nu are subspecii cunoscute.